# PanAmSat
A PanAmSat foi fundada em 1984 por Reynold (Rene) Anselmo, era um prestador de serviços por satélite com sede em Greenwich, Connecticut.

## História
A PanAmSat efetivamente quebrou o monopólio nas comunicações internacionais via satélite, que era da Intelsat, uma organização baseada em tratado internacional fundada e de propriedade de vários países, incluindo os Estados Unidos. A PanAmSat, liderada por Anselmo, pressionou com sucesso o Congresso dos Estados Unidos para permitir que ela funcionasse no mundo, competindo com a Intelsat.
Após a morte de Rene Anselmo, em 1995 a sua viúva Mary Anselmo controlou a empresa por um tempo. Mas, a PanAmSat foi vendida para a Hughes Electronics, uma divisão da General Motors. As operações dos satélites continuaram a estar sob a PanAmSat com a Hughes sendo o acionista majoritário. Em maio de 1997, a Hughes Communication Galaxy fundiu-se coma a PanAmSat, somando mais nove satélites para sua frota. Em 2003, a News Corporation comprou a divisão da PanAmSat da Hughes Electronics e em 24 de abril de 2004 vendeu a mesma para um consórcio de empresas, em uma aquisição alavancada de 4,3 bilhões de dólares.
A KKR liderou a aquisição alavancada de 2004 através da compra com uma participação de 44% na empresa. Carlyle e Providence cada um investiu 27% com a administração representando o restante do capital social. O consórcio investiu apenas 550 milhões de dólares em capital, financiando o restante através de empréstimos bancários e títulos. A transação foi concluída em agosto de 2004. Um mês após a compra, a empresa emitiu um adicional de 250 milhões de dólares em notas de desconto que foram usados para pagar os dividendos do consórcio. Três meses depois, a PanAmSat apresentou uma oferta pública inicial com a Securities and Exchange Commission (SEC).
Em uma ironia do destino, seus proprietários acabaram vendendo a PanAmSat a sua arquirrival, a Intelsat, em agosto de 2005 por um total de 4,3 bilhões de dólares em um acordo finalmente concluído em julho de 2006. No momento da sua venda, a PanAmSat era a principal operadora mundial de canais de TV. Em combinação com a Intelsat (que também tinha sido privatizada, em 2000), a nova empresa — chamada Intelsat — é a maior empresa de satélites comerciais do mundo, com uma frota de 53 satélites, servindo mais de 200 países, com cerca de 1.400 funcionários. A sede mundial da empresa está em Washington, DC, sob a liderança do CEO David McGlade.
Em março de 2007, a revista Forbes estimou o patrimônio líquido da viúva de Rene Anselmo, Mary Anselmo, de 1 bilhão de dólares. A senhora Anselmo tinha 78 anos e morava em Greenwich, Connecticut.

## Satélites
| Satélite   | Fabricante            | Tipo              | Veículo de lançamento | Data do lançamento      | Estado                               | Nota                                            |
| ---------- | --------------------- | ----------------- | --------------------- | ----------------------- | ------------------------------------ | ----------------------------------------------- |
| SBS-1      | Hughes                | HS 376            | Delta                 | 1 de novembro de 1980   | Retirado em janeiro de 1990          |                                                 |
| SBS-2      | Hughes                | HS 376            | Delta                 | 1 de setembro de 1981   | Retirado em setembro de 1996         |                                                 |
| SBS-3      | Hughes                | HS 376            | STS-5                 | 11 de novembro de 1982  | Retirado em junho de 1995            |                                                 |
| Galaxy 1   | Hughes                | HS 376            | Delta                 | 28 de junho de 1983     | Retirado em 1 de abril de 1994       |                                                 |
| Galaxy 2   | Hughes                | HS 376            | Delta                 | 22 de setembro de 1983  | Retirado em maio de 1994             |                                                 |
| SBS-4      | Hughes                | HS 376            | STS-41-D              | 30 de agosto de 1984    | Retirado em agosto de 1999           |                                                 |
| Galaxy 3   | Hughes                | HS 376            | Delta                 | 21 de setembro de 1984  | Retirado em outubro de 1995          |                                                 |
| PAS-1      | General Electric      | GE-3000           | Ariane 44LP           | 15 de junho de 1988     | Retirado em fevereiro de 2001        |                                                 |
| SBS-5      | Hughes                | HS 376            | Ariane 3              | 1 de setembro de 1988   | Retirado março de 2000               |                                                 |
| SBS-6      | Hughes                | HS 393            | Ariane 44L            | 1 de outubro de 1990    | Ativo                                |                                                 |
| Galaxy 6   | Hughes                | HS 376            | Ariane 44L            | 12 de outubro de 1990   | Retirado em fevereiro de 2003        |                                                 |
| Galaxy 5   | Hughes                | HS 376            | Atlas I               | 14 de março de 1992     | Retirado em janeiro de 2005          |                                                 |
| Galaxy 1R  | Hughes                | HS 376            | Atlas I               | 22 de agosto de 1992    | Lançamento fracassado                | O lançamento fracassou em 22 de agosto de 1992  |
| Galaxy 7   | Hughes                | HS 601            | Ariane 42P+           | 28 de outubro de 1992   | Falhou em órbita em novembro de 2000 |                                                 |
| Galaxy 4   | Hughes                | HS 601            | Ariane 42P+           | 25 de junho de 1993     | Falhou em órbita em maio de 1998     |                                                 |
| Galaxy 1R2 | Hughes                | HS 376            | Delta II (7925-8)     | 19 de fevereiro de 1994 | Retirado em 7 de março de 2006       |                                                 |
| PAS-2      | Hughes                | HS 601            | Ariane 44L            | 8 de julho de 1994      | Ativo até dezembro de 2008           | Atual Intelsat 2                                |
| PAS-3      | Hughes                | HS 601            | Ariane 42P            | 1 de dezembro de 1994   | Lançamento fracassado                | O lançamento fracassou em 1 de dezembro de 1994 |
| PAS-4      | Hughes                | HS 601            | Ariane 42L+           | 3 agosto de 1995        | Ativo                                | Atual Intelsat 4                                |
| Galaxy 3R  | Hughes                | HS 601            | Atlas IIA             | 15 de dezembro de 1995  | Falhou em órbita em março de 2006    |                                                 |
| PAS-3R     | Hughes                | HS 601            | Ariane 44L            | 12 de janeiro de 1996   | Ativo                                | Atual Intelsat 3R                               |
| Galaxy 9   | Hughes                | HS 376            | Delta II (7925)       | 23 de maio de 1996      | Ativo                                |                                                 |
| PAS-6      | Space Systems/Loral   | FS 1300           | Ariane 44P            | 8 agosto de 1997        | Falhou em órbita em abril de 2004    |                                                 |
| PAS-5      | Hughes                | HS 601 HP         | Proton-K              | 27 de agosto de 1997    | Ativo                                | Atual Intelsat 5                                |
| Galaxy 8i  | Hughes                | HS 601 HP         | Atlas IIAS            | 8 de dezembro de 1997   | Retirado em outubro de 2002          |                                                 |
| PAS-22     | Hughes                | HS 601 HP         | Proton-K              | 24 de dezembro de 1997  | Retirado em julho de 2002            | Antigo AsiaSat 3 e HGS-1                        |
| Galaxy 10  | Hughes                | HS 601 High Power | Delta III             | 27 de agosto de 1998    | Lançamento fracassado                | O lançamento fracassou em 26 de agosto de 1998  |
| PAS-7      | Space Systems/Loral   | FS 1300           | Ariane 44LP           | 15 de setembro de 1998  | Ativo                                | Atual Intelsat 7                                |
| PAS-8      | Space Systems/Loral   | FS 1300           | Proton-K              | 4 de novembro de 1998   | Ativo                                | Atual Intelsat 8                                |
| PAS-6B     | Hughes                | HS 601 HP         | Ariane 42L            | 21 de dezembro de 1998  | Ativo                                | Atual Intelsat 6B                               |
| Galaxy 11  | Hughes                | HS 702            | Ariane 44L            | 22 de dezembro de 1999  | Ativo                                |                                                 |
| Galaxy 10R | Hughes                | HS 601 HP         | Ariane 42L            | 25 de janeiro de 2000   | Retirado em maio de 2008             |                                                 |
| Galaxy 4R  | Hughes                | HS 601 HP         | Ariane 42L            | 19 de aril de 2000      | Retirado em julho de 2006            |                                                 |
| PAS-9      | Hughes                | HS 601 HP         | Sea Launch Zenit-3SL  | 28 de julho de 2000     | Ativo                                | Atual Intelsat 9                                |
| PAS-12     | Space Systems/Loral   | FS-1300           | Ariane 44LP           | 29 de outubro de 2000   | Ativo                                | Atual Intelsat 12                               |
| PAS-1R     | Hughes                | HS 702            | Ariane 5 G            | 16 de novembro de 2000  | Ativo                                | Atual Intelsat 1R                               |
| PAS-10     | Hughes                | HS601 HP          | Proton                | 15 de maio de 2001      | Ativo                                | Atual Intelsat 10                               |
| Galaxy 3C  | Hughes                | HS 702            | Sea Launch Zenit-3SL  | 15 de junho de 2002     | Ativo                                |                                                 |
| Galaxy 12  | Orbital Sciences Corp | Star-2            | Ariane 5 G            | 9 de abril de 2003      | Ativo                                |                                                 |
| Galaxy 13  | Hughes                | HS 601 HP         | Sea Launch Zenit-3SL  | 1 de outubro de 2003    | Ativo                                |                                                 |
| Galaxy 14  | Orbital Sciences Corp | Star-2            | Soyuz-FG              | 13 de agosto de 2005    | Ativo                                |                                                 |
| Galaxy 15  | Orbital Sciences Corp | Star-2            | Ariane 5 GS           | 13 de outubro de 2005   | falhou em órbita em abril de 2010    | Carga WAAS                                      |